# Zuzana Fialová
Zuzana Fialova (Pozsony, 1974. május 17. –) szlovák színésznő, rendező.

## Filmjei
Mozifilmek
- A hazugság szabályai (Pravidla lzi) (2006)
- Őfelsége pincére voltam(wd) (Obsluhoval jsem anglického krále) (2006)
- V tesnej blízkosti (2006)
- Medvídek (2007)
- Eperbor(wd) (Wino truskawkowe) (2008)
- Tango s komármi (2009)
- Il caso dell'infedele Klara (2009)
- Bratislavafilm (2009)
- Lidice (2011)
- Ezután(wd) (Poklosie) (2012)
- A határ(wd) (Čiara) (2017)
- 8 hlav sílenství (2018)
- The Glass Room (2019)
- Modelar (2020)

Tv-filmek
- Velké stastie (2006)
- Tajemství staré bambitky (2011)

Tv-sorozatok
- Ordinácia v ruzovej záhrade (2007)
- Profesionali (2008)
- Ako som prezil (2009)
- Ach, ty vrazdy! (2010)
- Keby bolo keby (2009–2011)
- Kriminálka Staré Mesto (2011–2013)
- Panelák (2012–2014)
- Zasada przyjemnosci (2019)
- Delukse (2019)
- Szlávok (Slovania) (2021)